# Harvard Főiskola
A Harvard Főiskola a Massachusetts állambeli Cambridge városban található, és a Harvard Egyetem két főiskolai képzést nyújtó tagintézményének egyike. 1636-ban alapították, ezzel a Harvard Egyetem legrégebbi iskolája. 

## Tanulói
Számos jelentős, illetve közismert személyiséget találhatunk egykori hallgatói között, mint például Steve Ballmer, Ben Bernanke, Leonard Bernstein, Ralph Waldo Emerson, Buckminster Fuller, Bill Gates, Al Gore, Tommy Lee Jones, John F. Kennedy, Henry Kissinger, Jack Lemmon, Robert Oppenheimer, Natalie Portman, Franklin D. Roosevelt, Theodore Roosevelt, James Tobin, John Updike és Mark Zuckerberg.

## Külső hivatkozások
- Harvard College
- Harvard University
- List of Harvard BA Graduates Class from 1642 to 1782
- List of Harvard BA Graduates Class from 1783 to 1886

## Fordítás
- Ez a szócikk részben vagy egészben  a   Harvard College című angol Wikipédia-szócikk ezen változatának fordításán alapul.  Az eredeti cikk szerkesztőit annak laptörténete sorolja fel. Ez a jelzés csupán a megfogalmazás eredetét és a szerzői jogokat jelzi, nem szolgál a cikkben szereplő információk forrásmegjelöléseként.